# Parafia św. Włodzimierza w Warszawie
Parafia św. Włodzimierza – parafia rzymskokatolicka należąca do dekanatu bródnowskiego, diecezji warszawsko-praskiej, metropolii warszawskiej Kościoła katolickiego, w Warszawie.

## Historia
Parafia została erygowana w 1990. Obecny kościół parafialny został zbudowany na początku XXI wieku dzięki staraniom ówczesnego proboszcza ks. prałata Henryka Zarasia, który nadzorował prace przy budowie kościoła i budynków parafialnych oraz pełnił funkcję proboszcza do roku 2011. W latach 2011–2021 proboszczem był ks. kan. Zbigniew Wojciechowski. 